# Andrena anzu
Andrena anzu är en biart som beskrevs av Osamu Tadauchi och Hirashima 1987. Andrena anzu ingår i släktet sandbin, och familjen grävbin. Inga underarter finns listade i Catalogue of Life.